# Spawn (The Album)
Spawn (The Album) – ścieżka muzyczna filmu "Spawn", wydana 29 lipca 1997 roku. Utwory na albumie są mieszanką muzyki metalowej z muzyką elektroniczną.

## Lista utworów
1. "(Can't You) Trip Like I Do" (Filter & the Crystal Method) - 4:30
2. "Long Hard Road Out of Hell" (Marilyn Manson & Sneaker Pimps) - 4:21
3. "Satan" (Orbital & Kirk Hammett) - 3:45
4. "Kick the P.A." (Korn & the Dust Brothers) - 3:21
5. "Tiny Rubberband" (Butthole Surfers & Moby) - 4:12
6. "For Whom the Bell Tolls (The Irony of It All)" (Metallica & DJ Spooky) - 4:39
7. "Torn Apart" (Stabbing Westward & Wink) - 4:53
8. "Skin Up Pin Up" (Mansun & 808 State) - 5:27
9. "One Man Army" (Prodigy & Tom Morello) - 4:14
10. "Spawn" (Silverchair & Vitro) - 4:28
11. "T-4 Strain" (Henry Rollins & Goldie) - 5:19
12. "Familiar" (Incubus & D.J. Greyboy) - 3:22
13. "No Remorse (I Wanna Die)" (Slayer & Atari Teenage Riot) - 4:16
14. "A Plane Scraped Its Belly on a Sooty Yellow Moon" (Soul Coughing & Roni Size) - 5:26

Wydanie australijskie / Limitowane wydanie amerykańskie
1. "This is Not a Dream" (The U.K. Mix) (Morphine & Apollo 440) - 5:20